# Синеево
Синеево — деревня в Вяземском районе Смоленской области России. Входит в состав Степаниковского сельского поселения. Население — 9 жителей (2007 год).
Расположена в восточной части области в 13 км к востоку от Вязьмы, в 12 км южнее автодороги М1 «Беларусь», на берегу реки Молодки. В 4 км южнее деревни расположена железнодорожная станция О.п. 18-й км на линии Вязьма — Калуга.

## История
В годы Великой Отечественной войны деревня была оккупирована гитлеровскими войсками в октябре 1941 года, освобождена в марте 1943 года.